# Symbole Manitoby
Oficjalne symbole prowincji Manitoba
| Motto                             | Motto |
| --------------------------------- | --- |
| Gloriosus et Liber pyszny i silny | |
| Flaga                             | |
| Manitoba                          | Flaga składa się z czerwonego prostokąta. Jej lewy górny róg wypełnia flaga brytyjska tzw. Union Jack. Po prawej stronie znajduje się miniaturka tarczy herbowej godła prowincji. Flaga została nadana prowincji edyktem królewskim przez królową Elżbietę II 12 maja 1966. |
| Herb                              | |
|                                   | Tarcza herbowa: Dwudzielna. W górnej części znajduje się angielski krzyż św. Jerzego – symbolizujący wpływy angielskie w prowincji. W dolnej części na zielonym tle wyobrażony jest bizon stojący na skale. GodłoTarczę herbową podpierają z lewej jednorożec, z prawej koń, oba o białej maści. Jednorożec na naszyjniku z motywami murarskimi zawieszony ma medalion w postaci koła wozu osadniczego. Ma to symbolizować wpływ osadnictwa na rozwój prowincji. Koń na naszyjniku z indiańskich paciorków ma zawieszony medalion w kształcie równoramiennego krzyża wpisanego w okrąg. Jest to indiański symbol cyklu życia wiążącego człowieka z naturą. Symbolizuje to pierwiastek indiański w kulturze prowincji. Godło zwieńcza hełm z przyłbicą i biało-czerwonym pióropuszem (barwy Kanady). Chełm jest symbolem suwerenności. Na hełmie, na biało-czerwonej poduszce spoczywa bóbr (jeden z symboli Kanady) trzymający w łapie kwiat krokusa - symbol Manitoby (zobacz poniżej). Na jego grzbiecie spoczywa korona – symbol władzy monarszej reprezentowanej przez gubernatora. Tarcza herbowa, jak i podpierające ją elementy, spoczywa na pagórku, spoczywającym na biało-niebieskich falistych liniach, który w części porośnięty jest parzenicą, krokusami i świerkowym lasem, symbolizującymi dwie dziedziny gospodarki - rolnictwo i leśnictwo, a środkowy dbałość o ekologiczne piękno. Biało-niebieskie fale symbolizują czyste wody licznych jezior prowincjonalnych. Godło zwieńcza od dołu złota szarfa z wypisanym mottem prowincjonalnym. |
| Symbole zwierzęce i roślinne      | |
|                                   | Sowa (Strix nebulosa) – zamieszkuje Manitobę przez cały rok, spotykana w leśnych obszarach prowincji, jest największą północno-amerykańską sową, której rozpiętość skrzydeł dochodzi do 1,3 m. Sowa została zaproponowana na symbol Manitoby przez koalicję organizacji ekologicznych i uczniów szkolnych i zaadaptowana w 1987 r. |
|                                   | Świerk biały (Picea glauca) – drzewo powszechnie występujące w całej zalesionej części prowincji, będące podstawowym surowcem prowincjonalnego przemysłu leśnego. |
|                                   | Krokus (Anemone patens) – roślina kwitnąca wczesną wiosną, spotykana w leśnych obszarach prowincji. Symbol zaadaptowany został w 1906 r. |
| Tartan                            | |
|                                   | Szkocka krata – oficjalnie nadana w 1962 r. zawiera następujące kolory symbolizujące: - Czarny – zasoby naturalne prowincji - Lazur – Lorda Selkirka – założyciela pierwszego osadnictwa w Manitobie - Ciemna zieleń – mieszkańców prowincji wywodzących się z różnych ras i kultur, którzy wytworzyli specyficzną kulturę społeczną prowincji - Złoty – zboża i inne produkty rolne |
| Tablica rejestracyjna pojazdów    | |
|                                   | Element graficznystylizowany profil bizona w prawym górnym rogu. Tło tablicy przedstawia typowy pejzaż z Manitoby. Rzeka wypływająca z lasu przecinająca piaszczysta łachę. W pejzaż wkomponowany jest łan zbożowy. SloganFriendly (Manitoba) – Przyjazna (Manitoba) |